# 己斐直之
己斐 直之（こい なおゆき）は戦国時代の武将。父は己斐宗瑞。安芸武田氏家臣。己斐城主。祖は厳島新領衆で、安芸神領衆の一人。直之の名は当時に一次資料には見られず、豊後守という受領名もしくは秀盛の名が見られる。
天文2年（1533年）に、主家の安芸武田氏と対立した熊谷信直の本拠である三入高松城の攻撃に参加するも敗れる。天文9年（1540年）には安芸武田氏当主の武田光和が死去し、家中は分裂、騒乱状態に入る。
己斐直之は香川光景らとともに強硬派の品川左京亮と対立、安芸武田氏から離反して、己斐城を捨てて毛利氏に属した。
天文10年（1541年）から始まる月山富田城の戦いにも参加した後、毛利軍の一員として天文12年（1544年）頃から始まる神辺城攻略戦（神辺合戦）にも参戦した。
天文18年（1549年）2月に毛利元就が吉川元春と小早川隆景を引き連れて山口の大内義隆に面会した際には、その随員として同行した。
弘治元年（1555年）の厳島の戦いの際には、大内氏の一員として桜尾城に入っていたが毛利元就に降り、同様に草津城に入っていた新里宮内少輔も毛利軍に降る。
直之・宮内少輔らは宮尾城に入り、陶・大内軍を引き付けるために奮戦した。厳島の戦いの後、隠居した。

## 参考資料
- 『己斐文書』